# Daphné (chanteuse)
Pour les articles homonymes, voir Daphné.
Ne doit pas être confondu avec Daphne (chanteuse camerounaise).
Daphné, née le 28 septembre 1974 à Clermont-Ferrand, est une autrice-compositrice-interprète française.

## Biographie
Après des études de lettres à la Sorbonne et des études de théâtre à Fact, Daphné se tourne vers le chant et la musique.
Alors que Benjamin Biolay est en tournée pour Négatif et joue à Poitiers en novembre 2003, elle lui donne à la fin de son concert une maquette de ses chansons. Grâce à son enthousiasme, elle signe chez V2 Records et sort son premier disque, L'Émeraude, en 2005.
Elle est multiplement synesthète.

## Collaborations et participations
En novembre 2008, Daphné est invitée deux soirs de suite par Neil Hannon, le chanteur de Divine Comedy, pour deux duos (dont If), à la Cité de la musique. Le même mois, elle chante en duo avec Bénabar, dans Taratata. Ils y interprètent Les Paradis perdus de Christophe. Elle est invitée par Renan Luce à L'Olympia pour chanter Trousse-chemise.
En juin 2009, elle interprète S'il pleuvait des larmes, en hommage à Boris Vian, sur le double album On n'est pas là pour se faire engueuler !.
En septembre 2009, les Correspondances de Manosque invitent Daphné à faire un concert littéraire, Extraits d'amour, où elle lit des poésies choisies de Pablo Neruda, Jacques Prévert, Aimé Césaire,.
En février 2011, elle chante aux Bouffes du Nord Ma p'tite chanson avec Renan Luce, et Retiens la nuit avec Benjamin Biolay.
En juillet, elle participe à l'album La Maison bleue, hommage à celui de Maxime Le Forestier, et chante Marie, Pierre et Charlemagne. Elle accompagne l'artiste sur la scène des Francofolies de La Rochelle, pour un concert qu'il donne à cette occasion. Lors des trois concerts qu'il donne à Paris au Grand Rex en janvier 2012, Daphné chante, à nouveau en duo, Marie, Pierre et Charlemagne.
En octobre 2014, Daphné est invitée avec Clarika à clore à La Cigale la 81e édition de la Fête des Vendanges à Montmartre. Elles présentent ensemble une création intitulée Ivresses autour de textes et de chansons sur ce thème. Les deux chanteuses reprennent le spectacle Ivresses d'avril 2015 à février 2016.
En novembre 2014, accompagnée de la harpiste Mélanie Dutreil-Senard, elle chante et lit des contes (La Barbe Bleue, Mélusine) et des lettres de Frida Kahlo à la Maison de la Poésie: "Terribles amoureux" pendant le Festival Paris en toutes lettres.
En janvier 2019, au théâtre d'Ivry, Daphné est sur scène avec Mehdi Kruger et le musicien Étienne Champollion. Ils rendent hommage à Boris Vian dans un spectacle chanté baptisé "Arrache-cœurs".
- 2007 : D'un siècle à l'autre : L'Invitation au voyage[9].
- 2009 : On n'est pas là pour se faire engueuler (hommage à Boris Vian) : S'il pleuvait des larmes
- 2011 : La Maison bleue : Marie, Pierre et Charlemagne
- 2014 : Hommage à Mouloudji : Six feuilles mortes de San Francisco [10]
- 2017 : Elles et Barbara : Marienbad.

En novembre 2022 elle sort un album hommage à Barbara, sur des arrangements d'Étienne Champollion : " Dix fleurs d'amour de Barbara" en référence à "La Fleur d'amour" (une chanson et un album de Barbara). Elle écrit aussi le spectacle "La Légende de la Femme-Oiseau", en tournée de la fin de ce mois à février 2024.

## Distinctions
- 2007 : Prix Constantin pour Carmin[11] ;
- 2008 : Nommée comme meilleure interprète féminine de l'année aux Globes de Cristal  pour Carmin ;
- 2011 : Grand prix international du disque de l'Académie Charles-Cros et Coup de Cœur pour Bleu Venise en novembre 2011[12] ;
- 2013 : Nommée comme meilleure interprète féminine aux Globes de Cristal pour Treize chansons de Barbara[13].